# Извънредни мерки (филм)
Извънредни мерки: Случаят Фуртвенглер (на английски: Taking sides) (Великобритания/Франция) е филм, направен през 2001 г. по пиесата от британския театрален сценарист носител на Оскар Роналд Харууд, написана през 1995 г., за обвиненията на САЩ срещу германския диригент и композитор Вилхелм Фуртвенглер за връзките му с нацисткия режим.
В ролята на Фуртвенглер икрае Стелан Скарсгард. Филмът е направен от големия режисьор от унгарски произход и носител на Оскар Ищван Сабо.
За ролята си във филма Стелан Старсгаард е номиниран за Европейската награда за най-добър актьор. Филмът е отличен с 5 награди на Фестивала в Мар дел Плата, с Наградата за режисура във Валенсия и със Специална награда на унгарската филмова критика.